# سنيمة
السُّنَيمَة هو جنس كبير من حلزون البحر المفترسة المتوسطة إلى الكبيرة، أو الرخويات البحرية بطنيات القدم في فصيلة سنيميات.